# 西畴槭
西畴槭（学名：Acer sichourense），为槭树科槭属下的一个植物种。